# 手動指令照準線一致誘導方式

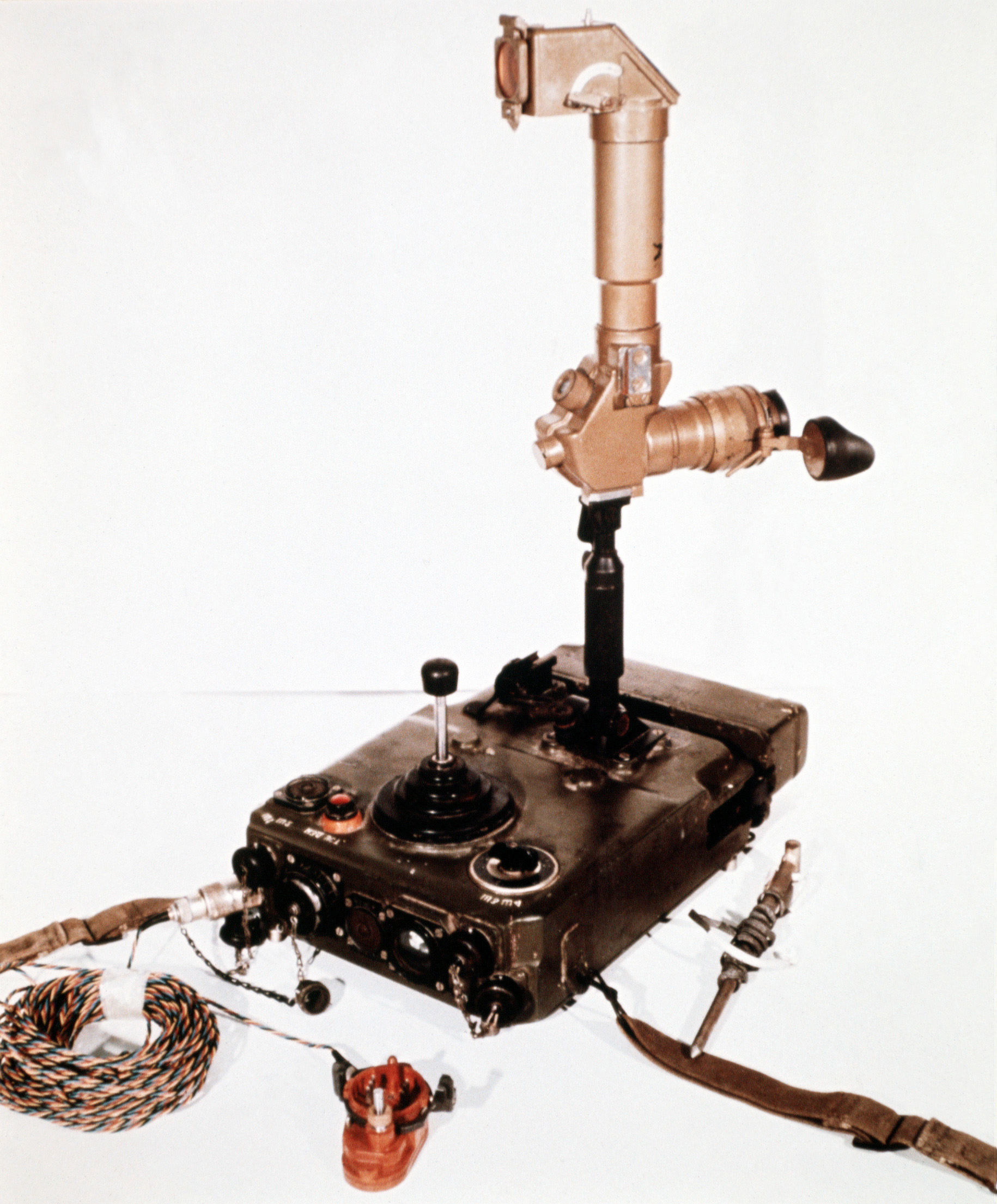
9M14対戦車ミサイルの誘導装置。
奥の潜望鏡式照準眼鏡で標的と飛翔中のミサイルを捕捉し、ジョイスティックで標的に向けて誘導する。

手動指令照準線一致（英語: Manual Command to Line Of Sight, MCLOS）誘導方式は、ミサイルの誘導方式。指令誘導の一種であり、第1世代のミサイルで主に使用される。

## 概要
MCLOSでは、ミサイルはオペレーターがジョイスティックによる手動操縦で目標まで誘導する方式で、オペレーターの操縦は無線通信か有線通信でミサイルに伝達される。ミサイルを確実に命中させるためにはオペレーターが標的とミサイルの両方を常に捕捉し追尾し続ける必要があるので、高速で移動するミサイルをいかなる天候や時間でも確実に肉眼で捕捉できるように、ミサイルの後端には曳光弾と同様に光を発するマグネシウム式のフレアが装着され、発射と同時に点火される。
MCLOSは人間がミサイルをリモコン操縦するという性質上、使いこなすにはかなりの訓練を積む必要があり、命中精度は射手の技量によって大きく左右される。また、相手の反撃で射手がひるんだ場合にはミサイルを見失って無駄弾になることも多く、ファイア・アンド・フォーゲットとは無縁であった。航空機からの投下時には着弾まで誘導弾の後部から操縦しなければならず、投下後すぐに有効な回避行動をとる事ができなかった。投下する航空機が高速化すると着弾まで誘導を継続する事は困難だった。そのため、第二次世界大戦後は航空機から投下する誘導弾にこの誘導方式の採用は徐々に下火になった。
人間の判断力と神経反射速度の関係上ミサイルの飛翔速度の向上にも限界があるので、遠距離の目標に対する命中精度も下がる傾向が強く、標的にミサイルを発見されて回避や反撃などの対処行動をとられるリスクも高まったので、のちにはミサイルの操縦をコンピューターに任せる半自動指令照準線一致誘導方式（SACLOS）に取って代わられていった。

## 歴史
無線によって遠隔操作するという概念はニコラ・テスラが19世紀末に実験したという記録がある。ジョン・ヘイズ・ハモンド・ジュニアはテスラと共に無線操縦の研究を進めた。テスラは1898年7月1日にこの発明の特許を取得した。 1903年にはスペインの技術者レオナルド・トーレス・ケベードが無線操縦システム"Telekino"をパリ科学アカデミーで実演し、フランス、スペイン、イギリス、アメリカで特許を取得した。 1904年には発明家のジャック・キッチンがウィンダーミア湖の蒸気船バット号に自分の作った実験的な無線操縦装置を積んで操縦した。
1909年にはフランスの発明家ガベが"Torpille Radio-Automatique"と名づけた無線操縦式魚雷を実演した。
1917年にはイギリス陸軍航空隊実験部門のアーチボルド・ロウが、初めて航空機の無線操縦飛行を成功させた。
ドイツ軍は第二次世界大戦中に無線誘導弾フリッツXやヘンシェル Hs 293を実戦に投入し、フリッツXはイタリアの戦艦「ローマ」を撃沈するなどの戦果を上げた。日本でも無線操縦式の航空機の開発が進められ、実戦には投入されなかったものの、1944年にはイ号一型乙無線誘導弾、イ号一型甲無線誘導弾が開発された。
第二次世界大戦後にはソビエトが第二次世界大戦後にドイツから接収したフリッツXを原型としてSNAB-3000やUB-2000Fの開発を進めたものの、ジェット爆撃機の高速化により、上述の手動指令照準線一致誘導方式の欠点が浮き彫りになり、開発は中止された。

## MCLOS誘導式のミサイル
対戦車ミサイル
- ヴィジラント (ミサイル)
- SS.10 (ミサイル)
- SS.11 (ミサイル)
- ENTAC (ミサイル)
- / 9M14 (ミサイル)
- 64式対戦車誘導弾

空対地ミサイル
- フリッツX - 推進装置が無いので、正確には誘導爆弾に分類される
- Hs 293
- AGM-12 ブルパップ
- SNAB-3000 - 第二次世界大戦後にドイツから接収したフリッツXを原型として開発された誘導爆弾で当初は無線誘導式だったが、途中で赤外線誘導に変更された。
- UB-2000F（ロシア語版） - 第二次世界大戦後に開発された手動指令照準線一致誘導方式無線誘導爆弾。
- AS-20 (ミサイル)（フランス語版、英語版）
- AS-30 - 改良型のAS-30Lは、セミアクティブ・レーザー・ホーミング（SALH）誘導

空対艦ミサイル
- イ号一型甲無線誘導弾 - 第二次世界大戦末期に開発が進められたが実戦には投入されなかった。
- イ号一型乙無線誘導弾 - 第二次世界大戦末期に開発が進められたが実戦には投入されなかった。

地対空ミサイル
- ブローパイプ
- 奮龍1型